# Graf Dracula (beisst jetzt) in Oberbayern
Graf Dracula (beisst jetzt) in Oberbayern ist eine deutsche Vampir- und Erotikkomödie von Carl Schenkel, der unter dem Pseudonym Carlo Ombra hiermit sein Filmregiedebüt gab. Gianni Garko spielt den Titelhelden Graf Stanislaus.

## Handlung
Graf Stani, Spross eines alten Adelsgeschlechts, arbeitet in München als Fotograf und Geschäftsmann. Den alten Stammsitz in Bayern nutzt er oftmals als Kulisse für erotische Aufnahmen vorzugsweise barbusiger junger Frauen, darunter seine Freundin Linda. Schließlich eröffnet er in seinem Schloss mit Erfolg eine Diskothek, in der seine Fotomodelle als Go-gos auftreten. Vom Lärm wird sein blutsaugender Vorfahre Graf Stanislaus aufgeweckt, der vom Kastellan Boris nur mit knappen Rationen entwendeter Blutkonserven versorgt wird – er und seine gleichfalls blutsaugende Gattin Gräfin Olivia entsteigen ihrer Gruft im Keller und gehen nach oben. Dem Blutsauger kommt seine Ähnlichkeit mit seinem Abkömmling zugute: Linda hält den in ihr Zimmer geschlichenen Grafen für ihren Freund im Dracula-Outfit, holt ihn ins Bett und wird von ihm gehörig ausgesaugt. Der Discjockey Leopold wird Opfer von Olivia. Die beiden Vampire müssen einen Vertrag mit Stani und Investor Mario abschließen, daraufhin eröffnen die beiden Geschäftsfreunde auch ein Hotel im Schloss, in dem die weiblichen Touristen einen nächtlichen Besuch von Stanislaus, die männlichen einen von Olivia erhalten. Letztlich der täglichen Arbeit überdrüssig, entschließt sich Stanislaus zur Rückkehr nach Transsylvanien, und Boris transportiert ihn und Olivia in Särgen dorthin. Mario fürchtet ob der fehlenden Attraktion um ausbleibende Hotelgäste und sein Investment, aber die in Stanis Hals beißende Linda zeigt möglicherweise unbegründete Ängste.

## Produktionsnotizen
Graf Dracula (beisst jetzt) in Oberbayern entstand an 25 Drehtagen zwischen dem 20. Juli und dem 20. August 1979. Gedreht wurde in Mauterndorf, Kitzbühel und München. Die Fertigstellung erfolgte am 5. Oktober 1979. Der Film wurde am 12. Oktober 1979 in drei bayerischen Kinos (in München, Nürnberg und Coburg) uraufgeführt.
Die Filmbauten entwarf Nino Borghi, die Kostüme stammen von Bernd Stockinger. Erick Tomek hatte die Produktionsleitung, Otto W. Retzer die Aufnahmeleitung.

## Synchronisation
| Rolle           | Darsteller     | Synchronsprecher |
| --------------- | -------------- | ---------------- |
| Graf Stanislaus | Gianni Garko   | Wolfgang Hess    |
| Stani           | Gianni Garko   | Elmar Wepper     |
| Mario           | Giacomo Rizzo  | Mogens von Gadow |
| Georgia         | Georgina Steer | Ursula Wolff     |

## Kritik
„Dümmliche Klamotte in schludriger Machart.“